# Hemibrycon orcesi
Hemibrycon orcesi är en fiskart som beskrevs av Böhlke, 1958. Hemibrycon orcesi ingår i släktet Hemibrycon och familjen Characidae. Inga underarter finns listade i Catalogue of Life.